# Асибецу
Асибецу (яп. 芦別市 Асибэцу-си) — город в Японии, находящийся в округе Сорати губернаторства Хоккайдо. Площадь города составляет 865,02 км², население — 15 560 человек (30 июня 2014), плотность населения — 17,99 чел./км².

## Географическое положение
Город расположен на острове Хоккайдо в губернаторстве Хоккайдо. С ним граничат города Фукагава, Акабира, Утасинай, Бибай, Микаса, Юбари, Асахикава, Фурано и посёлки Камисунагава, Наиэ, Минамифурано, Накафурано, Биэй.

## Население
Население города составляет 15 560 человек (30 июня 2014), а плотность — 17,99 чел./км². Изменение численности населения с 1980 по 2005 годы:
| 1980 | 32 946 чел. |  |
| 1985 | 30 017 чел. |  |
| 1990 | 25 078 чел. |  |
| 1995 | 22 931 чел. |  |
| 2000 | 21 026 чел. |  |
| 2005 | 18 899 чел. |  |

## Символика
Деревом города считается Quercus crispula, цветком — лилия, птицей — большая синица.